# 奇庚河
奇庚河，又称小清水河，位于中国广西壮族自治区中部，是西江红水河段左岸支流，发源于宜州市福龙瑶族乡落春村西南，东北流至石别镇三寨村转南流，经福龙乡驻地后进入忻城县，过忻城县城关镇龙头村后转东南流，至龙舞村北注入红水河。干流长52千米，流域面积1035平方千米。多年平均年径流量5.93亿立方米。